# Logan County (Arkansas)
Logan County is een county in de Amerikaanse staat Arkansas.
De county heeft een landoppervlakte van 1.839 km² en telt 22.486 inwoners (volkstelling 2000). De hoofdplaats is Paris.